# Inland (Roman)
Inland ist ein im August 2019 bei Random House erschienener Roman der amerikanischen Schriftstellerin Téa Obreht. Abwechselnd aus der Sicht des vom Balkan stammenden Immigranten Lurie Mattie und der weißen Siedlerin Nora Lark erzählt, ist die Handlung von Inland im amerikanischen Westen des späten 19. Jahrhunderts angesiedelt. Inland ist die zweite Buchveröffentlichung Obrehts nach ihrem preisgekrönten Debütroman The Tiger’s Wife im Jahr 2011.

## Inhalt
Lurie, dessen Familienname „Djurić“ bei seiner Immigration kurzerhand anglisiert und in einen Vornamen umgewandelt wurde, kommt als Sechsjähriger aus dem Osmanischen Reich in die Vereinigten Staaten, wo er nach dem Tode seines ihn begleitenden Vaters zunächst als Grabräuber und dann notorischer Dieb auf die schiefe Bahn gerät. Auf seiner Flucht vor dem Gesetz schließt sich Lurie im texanischen Indianola dem U.S. Camel Corps an, einer mit Kamelen ausgestatteten Einheit der United States Army. Auf dem Kamel „Burke“ reist Lurie viele Meilen durch die trockenen Landschaften des amerikanischen Südwestens.
Während sich die erzählte Zeit von Luries Geschichte über den Zeitraum seines Lebens erstreckt, umfasst Noras Geschichte ungefähr einen Tag. Sie lebt mit ihrer Familie im unwirtlichen Arizona-Territorium. Nora erwartet die Rückkehr ihres Mannes, dem Drucker und Verleger einer kleinen Lokalzeitung, der vor drei Tagen aufgebrochen ist, um die Wasservorräte der Familie aufzufüllen. Ihre beiden älteren Söhne sind nach einem Streit am Vorabend verschwunden. Zudem droht die Gemeinde, in der sie mit ihrer Familie lebt, unter dem Druck eines Rinderbarons ihren Status als County Seat zu verlieren, was die Familie womöglich zu einem erneuten Aufbruch ins Ungewisse zwingen könnte.
Nora spricht in ihren Gedanken immer wieder mit ihrer an einem Hitzschlag früh gestorbenen Tochter Evelyn und Lurie mit dem Kamel Burke, an das er seine Erzählung richtet. Während sie auf diese Weise zwischen Realität und Fantasie schwanken, befinden sich beide Hauptfiguren des Romans, wie Elizabeth Lowry in ihrer Rezension für den Guardian schreibt, auf einem „Kollisionskurs“.

## Kritik
Die auf der Webseite Book Marks – einem amerikanischen Review-Aggregator zu Neuerscheinungen im Bereich Literatur – gesammelten Bewertungen des Romans sind fast ausschließlich positiv. Von insgesamt 38 erfassten Buchbesprechungen fielen im September 2019, also einen Monat nach Erscheinen des Buches, 24 in die Kategorie „hoch gelobt“ (engl. rave) und 11 weitere in die Kategorie „positiv“ (engl. positive).
Zahlreiche Rezensenten heben Obrehts Darstellung der ästhetisch reizvollen und zugleich lebensfeindlichen Natur hervor. In ihrer Besprechung für die New York Times weist Chanelle Benz darauf hin, dass die Landschaft des amerikanischen Südwestens wie eine eigene Figur in dem Roman auftritt. Benz führt weiter aus: „Obreths einfache aber gehaltreiche Sprache fängt die Schönheit und plötzliche Gefahr des Westens ein und schwelgt zugleich darin.“ Ron Charles resümiert in der Washington Post, der beunruhigende Schleier zwischen Fakt und Fantasie in Inland sei nicht allein ein literarischer Effekt von Obreths „großartiger Prosa“, sondern vielmehr „eine frappierende Abbildung der unbestimmten Natur des Lebens in diesem von brutaler Geografie geprägten Ort“.
Häufig wird Obreht auch eine Neuerfindung des Westernroman-Genres zugeschrieben. Chanelle Benz schreibt hierzu, Inland enthalte die stoisch-heroischen Helden und die erforderliche brutale Gewalt des Western-Genres,  „aber“, so Benz weiter, „die Entscheidung, einen Immigranten und eine Frau mittleren Alters in den Mittelpunkt [des Buches] zu stellen, ist eine willkommene Abweichung.“ John Freeman vom Boston Globe kommt zu dem Schluss, Inland sei eine neue Deutung des Western, „die irgendwie näher an die Einsamkeit, Verzweiflung und den Terror früher Zeitzeugenberichte heranrückt“.